# Vincenzo Bernazzoli
Vincenzo Bernazzoli (Fidenza, 28 dicembre 1955) è un politico italiano, ex presidente della Provincia di Parma.

## Biografia
Sposato, due figli, si è laureato in pedagogia nel 1980 presso l'Università degli Studi di Parma. È stato sindacalista nella CGIL per la categoria dei braccianti, degli alimentaristi e della funzione pubblica, arrivando alla segreteria confederale. È stato sindaco di Fontanellato per due mandati, eletto nel 1993 e rieletto nel 1997.
Vicepresidente della Provincia di Parma dal 2000, è stato nominato presidente reggente dell'Ente intermedio a seguito della scomparsa del presidente in carica Andrea Borri, della Margherita, avvenuta il 7 agosto 2003. In occasione delle elezioni amministrative del 2004 è stato eletto al primo turno Presidente della Provincia, ottenendo, col sostegno de L'Ulivo, il 56,1% dei voti. Membro del Partito Democratico è da sempre ritenuto vicino all'ex presidente della regione Emilia-Romagna Vasco Errani.
Dal 2007 è amministratore delegato del Consorzio italiano per la sicurezza e la ricerca sulla qualità degli alimenti. È stato riconfermato nella carica di Presidente della Provincia il 22 giugno 2009, a seguito del ballottaggio che lo ha visto sconfiggere Giampaolo Lavagetto, candidato di PdL, Lega Nord e La Destra, nelle elezioni provinciali 2009, ottenendo il 60,8% dei consensi. Fu sostenuto nel Consiglio provinciale da una maggioranza che si è modificata nel corso del mandato con Partito Democratico, Comunisti Italiani, Verdi, Sinistra Democratica e Italia dei Valori.
È stato il presidente dell'Unione Regionale dell'Emilia-Romagna dell'Unione delle Province d'Italia (UPI).
Il 29 gennaio 2012 Bernazzoli vince le primarie del centro sinistra che lo designano quale candidato a sindaco di Parma, in vista delle elezioni amministrative del 6 - 7 maggio 2012. Coll'occasione, promette di lasciare la presidenza della Provincia se eletto.. Al primo turno prende il 39,20%. Il 20 - 21 maggio al ballottaggio viene sconfitto da Federico Pizzarotti, candidato del Movimento 5 Stelle, che prende il 60,22% dei voti e viene eletto.
A maggio 2016, per l'assunzione di un funzionario privo della laurea necessaria, Bernazzoli viene condannato a risarcire 150 000 euro. Lo ha quantificato la Corte dei Conti dell’Emilia-Romagna, condannando gli ex vertici della Provincia di Parma, in carica nei mandati con presidente Vincenzo Bernazzoli, tra 2005 e 2014.